# Doxocopa mexicana
Doxocopa mexicana är en fjärilsart som beskrevs av Felix Bryk 1953. Doxocopa mexicana ingår i släktet Doxocopa och familjen praktfjärilar. Inga underarter finns listade i Catalogue of Life.